# Matthew Parris
Matthew Parris (né le 7 août 1949 à Johannesburg) est un journaliste anglais et ancien député au Parlement du Royaume-Uni pour le Parti conservateur.
Il travaille au The Times. Il écrit aussi pour le magazine The Spectator.

## Vie privée
Il a publiquement fait état de son homosexualité en 1984.